# 社區資本基金

## 社區資本基金(The Social Capital Foundation, TSCF)
社區資本基金(The Social Capital Foundation, TSCF)創立於2002年，以布魯塞爾為基地，是一家獨立及非牟利的非政府組織，致力推廣社區資本及社會共融。

## 社區資本基金的目標
社區資本基金把其所推廣的「社區資本」界定為一組有利社會合作活動的意識傾向及態度。因此，社區資本可被視為等同社區精神。

社區資本基金透過社會經濟研究、刊物及活動推廣社區資本。組織亦會定期舉辦國際會議。

## 國際領域評論(The International Scope Review)
社區資本基金會為一名為「國際領域評論」(TISR)的國際性學術期刊作編訂工作。該期刊出版之論文主要就各工業國家中發生的當代轉型，進行多角度研究。

國際領域評論透過將經濟關係、種族關係及人際關係三個領域互相聯繫，為社會及經濟的變遷提供全面的理解。

自1999年起，國際領域評論至今共出版12期，主題包括大量擁至西方國家的移民所帶來的啟示、歐洲貨幣一體化的真正目的、已發展國家的社會聯繫漸趨薄弱、個人主義與自殺的關聯、新宗教的出現以及家庭聯繫的當前危機等。最新一期則以社區資本的定義、量度及應用為中心。

## 社區資本基金國際研討會
社區資本基金國際研討會有：
- 2004年在布魯塞爾召開以家庭的未來為題之會議(布魯塞爾，2004年5月11-13日，“家庭的未來：重組或分裂？”)
- 2005年在馬爾他召開以社區資本為題之會議(巴吉芭，2005年9月20-22日，“社區資本：定義、量度及應用”)
- 2007年在夏威夷召開以種族關係為題之會議(威基基，2007年11月15-19日，“多元種族：孰福孰禍？”)

## 社會轉變三元理論
國際領域評論以“社會轉變三元理論”為據，此理論由Patrick Hunout （页面存档备份，存于）博士在95-96年以後提出及闡釋。

Patrick Hunout （页面存档备份，存于）以假設社會上層力求建立一個平等及民主皆較少的新秩序為根，致力探討“新利維坦”(New Leviathan)的形成。

此三元理論提出由“新利維坦”衍生的策略與經濟、種族及人際三方面緊密結合。這些策略包括發展經濟彈性與不穩定性、鼓勵移民及發展一個多元種族社會，以及進一步推動個人主義、享樂主義與消費主義的觀念。最低限度，他們希望創造出一個弱勢社會，受市場價值及政府管制支配，而後兩者乃在分裂社會體制(atomized social body)未能有效自我管理下必然產生。

這個理論指這些由領導層提倡的策略解釋了大部份當代難題。

## 以社區資本鞏固社會
此乃社區資本基金就社會聯繫之磨蝕而作的回應，其中包括擴大“社區資本”。
社區資本基金的定位著重於：
1. 市場經濟的社會範疇：透過非牟利經濟行業及僱主及僱員之合作模式之中的“社會負責企業政策”發展（而非透過官僚控制），以“萊茵資本主義”精神(Rhineland capitalism)調和自由市場於不穩定及社會分裂下的影響；
2. 現代社會中產階層的主導角色：以一大群受過教育而富有的中產人士推動社會。這些中產人士有能力迅速處理各種事情，從而有利於民主生活──這種生活或對收入、工資及稅務政策以及教育及學習事宜有所啟示；
3. 改善社會協作與參與的必要：就上述所言，一個更強大的社會中，政府的角色將大為減弱，公民團體(非政府組織及獨立機構)地位則會提升並取締之。隨著公民介入司法及政府組織，法律及稅務制度變得更民主。
4. 針對社區共融而維護文化認同：限制移民政策，由第三世界社會經濟發展政策接替；所屬國籍則交由社區認可；最後，提升社區資本的層次對多種日常行為均有所啟示，如展現較少個人主義、建立妥協的準備、對消費價值持批判的眼光，以及重建家庭、鄰里及人與人之間的融洽及敬重，再次學習共同生活。

## 另見
The International Scope Review （页面存档备份，存于）

Community foundation （页面存档备份，存于）

NGOs （页面存档备份，存于）

social capital （页面存档备份，存于）

community building （页面存档备份，存于）

sense of community （页面存档备份，存于）

communitarianism （页面存档备份，存于）

anomie （页面存档备份，存于）

social innovation （页面存档备份，存于）

## 外部連結
The Social Capital Foundation(英文)